# Pralormo
Pralormo é uma comuna italiana da região do Piemonte, província de Turim, com cerca de 1.801 habitantes. Estende-se por uma área de 29 km², tendo uma densidade populacional de 62 hab/km². Faz fronteira com Poirino, Cellarengo (AT), Montà (CN), Ceresole Alba (CN), Santo Stefano Roero (CN), Monteu Roero (CN).

## Demografia
| Variação demográfica do município entre 1861 e 2011                               |
|                                                                                   |
| Fonte: Istituto Nazionale di Statistica (ISTAT) - Elaboração gráfica da Wikipedia |